# Velika nagrada Velike Britanije 2011
Velika nagrada Velike Britanije 2011 je bila deveta dirka Svetovnega prvenstva Formule 1 v sezoni 2011. Odvijala se je 10. julija 2011 na prenovljenem dirkališču Silverstone Circuit v Northamptonshiru. Zmagal je Fernando Alonso, Ferrari, drugo mesto je osvojil Sebastian Vettel, tretje pa Mark Webber, oba Red Bull-Renault.

## Rezultati

### Kvalifikacije
| Poz | Št | Dirkač             | Konstruktor          | 1. del   | 2. del   | 3. del   | Št. m. |
| --- | -- | ------------------ | -------------------- | -------- | -------- | -------- | ------ |
| 1   | 2  | Mark Webber        | Red Bull-Renault     | 1:32,670 | 1:31,673 | 1:30,399 | 1      |
| 2   | 1  | Sebastian Vettel   | Red Bull-Renault     | 1:32,977 | 1:32,379 | 1:30,431 | 2      |
| 3   | 5  | Fernando Alonso    | Ferrari              | 1:32,986 | 1:31,727 | 1:30,516 | 3      |
| 4   | 6  | Felipe Massa       | Ferrari              | 1:32,760 | 1:31,640 | 1:31,124 | 4      |
| 5   | 4  | Jenson Button      | McLaren-Mercedes     | 1:34,230 | 1:32,273 | 1:31,898 | 5      |
| 6   | 15 | Paul di Resta      | Force India-Mercedes | 1:34,472 | 1:32,569 | 1:31,929 | 6      |
| 7   | 12 | Pastor Maldonado   | Williams-Cosworth    | 1:32,702 | 1:32,588 | 1:31,933 | 7      |
| 8   | 16 | Kamui Kobajaši     | Sauber-Ferrari       | 1:34,324 | 1:32,399 | 1:32,128 | 8      |
| 9   | 8  | Nico Rosberg       | Mercedes             | 1:34,186 | 1:32,295 | 1:32,209 | 9      |
| 10  | 3  | Lewis Hamilton     | McLaren-Mercedes     | 1:33,581 | 1:32,505 | 1:32,376 | 10     |
| 11  | 14 | Adrian Sutil       | Force India-Mercedes | 1:34,454 | 1:32,617 |          | 11     |
| 12  | 17 | Sergio Pérez       | Sauber-Ferrari       | 1:34,145 | 1:32,624 |          | 12     |
| 13  | 7  | Michael Schumacher | Mercedes             | 1:34,160 | 1:32,656 |          | 13     |
| 14  | 10 | Vitalij Petrov     | Renault              | 1:34,428 | 1:32,734 |          | 14     |
| 15  | 11 | Rubens Barrichello | Williams-Cosworth    | 1:33,532 | 1:33,119 |          | 15     |
| 16  | 9  | Nick Heidfeld      | Renault              | 1:35,132 | 1:33,805 |          | 16     |
| 17  | 20 | Heikki Kovalainen  | Lotus-Renault        | 1:34,923 | 1:34,821 |          | 17     |
| 18  | 19 | Jaime Alguersuari  | Toro Rosso-Ferrari   | 1:35,245 |          |          | 18     |
| 19  | 18 | Sébastien Buemi    | Toro Rosso-Ferrari   | 1:35,749 |          |          | 19     |
| 20  | 24 | Timo Glock         | Virgin-Cosworth      | 1:36,203 |          |          | 20     |
| 21  | 21 | Jarno Trulli       | Lotus-Renault        | 1:36,456 |          |          | 21     |
| 22  | 25 | Jérôme d'Ambrosio  | Virgin-Cosworth      | 1:37,154 |          |          | 22     |
| 23  | 23 | Vitantonio Liuzzi  | HRT-Cosworth         | 1:37,484 |          |          | 23     |
| 24  | 22 | Daniel Ricciardo   | HRT-Cosworth         | 1:38,059 |          |          | 24     |

### Dirka
| Poz | Št | Dirkač             | Konstruktor          | Krogi | Čas/Odstop    | Št. m. | Toč |
| --- | -- | ------------------ | -------------------- | ----- | ------------- | ------ | --- |
| 1   | 5  | Fernando Alonso    | Ferrari              | 52    | 1:28:41,196   | 3      | 25  |
| 2   | 1  | Sebastian Vettel   | Red Bull-Renault     | 52    | + 16,511 s    | 2      | 18  |
| 3   | 2  | Mark Webber        | Red Bull-Renault     | 52    | + 16,947 s    | 1      | 15  |
| 4   | 3  | Lewis Hamilton     | McLaren-Mercedes     | 52    | + 28,986 s    | 10     | 12  |
| 5   | 6  | Felipe Massa       | Ferrari              | 52    | + 29,010 s    | 4      | 10  |
| 6   | 8  | Nico Rosberg       | Mercedes             | 52    | +1:00,665     | 9      | 8   |
| 7   | 17 | Sergio Pérez       | Sauber-Ferrari       | 52    | +1:05,590     | 12     | 6   |
| 8   | 9  | Nick Heidfeld      | Renault              | 52    | +1:15,542     | 16     | 4   |
| 9   | 7  | Michael Schumacher | Mercedes             | 52    | +1:17,912     | 13     | 2   |
| 10  | 19 | Jaime Alguersuari  | Toro Rosso-Ferrari   | 52    | +1:19,108     | 18     | 1   |
| 11  | 14 | Adrian Sutil       | Force India-Mercedes | 52    | +1:19,712     | 11     |     |
| 12  | 10 | Vitalij Petrov     | Renault              | 52    | +1:20,681     | 14     |     |
| 13  | 11 | Rubens Barrichello | Williams-Cosworth    | 51    | +1 krog       | 15     |     |
| 14  | 12 | Pastor Maldonado   | Williams-Cosworth    | 51    | +1 krog       | 7      |     |
| 15  | 15 | Paul di Resta      | Force India-Mercedes | 51    | +1 krog       | 6      |     |
| 16  | 24 | Timo Glock         | Virgin-Cosworth      | 50    | +2 krog       | 20     |     |
| 17  | 25 | Jérôme d'Ambrosio  | Virgin-Cosworth      | 50    | +2 krog       | 22     |     |
| 18  | 23 | Vitantonio Liuzzi  | HRT-Cosworth         | 50    | +2 krog       | 23     |     |
| 19  | 22 | Daniel Ricciardo   | HRT-Cosworth         | 49    | +3 kroge      | 24     |     |
| 20  | 4  | Jenson Button      | McLaren-Mercedes     | 39    | Kolo          | 5      |     |
| 21  | 18 | Sébastien Buemi    | Toro Rosso-Ferrari   | 25    | Trčenje       | 19     |     |
| 22  | 16 | Kamui Kobajaši     | Sauber-Ferrari       | 23    | Puščanje olja | 8      |     |
| 23  | 21 | Jarno Trulli       | Lotus-Renault        | 10    | Puščanje olja | 21     |     |
| 24  | 20 | Heikki Kovalainen  | Lotus-Renault        | 2     | Menjalnik     | 17     |     |